# Gilles Villeneuve
Joseph Gilles Henri Villeneuve (pronunciación en francés: /ʒil vilnœv/ (escucharⓘ)) (Saint-Jean-sur-Richelieu, Quebec, Canadá; 18 de enero de 1950-Lovaina, Bélgica; 8 de mayo de 1982), conocido como Gilles Villeneuve, fue un piloto de automovilismo canadiense. Obtuvo seis victorias y trece podios en Fórmula 1, resultando subcampeón en 1979, séptimo en 1981 y noveno en 1978.
Entusiasta de los coches y de la conducción rápida desde muy joven, inició su carrera profesional en carreras de motos de nieve en Quebec. Luego pasó a monoplazas, ganando los campeonatos de Fórmula Atlantic de Estados Unidos y Canadá en 1976, antes de que le ofrecieran una prueba en la Fórmula 1 con McLaren en el Gran Premio de Gran Bretaña de 1977. Después fue contratado por Ferrari para el final de la temporada. Condujo para la escudería italiana desde 1978 hasta su muerte en 1982. Ganó seis GGPP en una corta carrera de alto nivel. En 1979 terminó subcampeón, cuatro puntos detrás de su compañero de equipo Jody Scheckter.
Murió en un accidente a 230 km/h causado por una colisión con el monoplaza March de Jochen Mass durante la clasificación para el Gran Premio de Bélgica de 1982 en Zolder. El accidente se produjo menos de dos semanas después de una intensa discusión con su compañero, Didier Pironi, sobre la decisión del francés de adelantar a Villeneuve en el Gran Premio anterior. En el momento de su muerte era extremadamente popular entre los fanáticos y desde entonces se ha convertido en una figura icónica en la historia del deporte. Su hijo, Jacques Villeneuve, se coronó campeón de Fórmula 1 en 1997, y es, hasta la fecha, el único piloto canadiense en ganar el campeonato.

## Infancia y vida personal
Gilles Villeneuve nació en el Hôpital du Haut-Richelieu en Saint-Jean-sur-Richelieu, un pequeño pueblo a las afueras de Montreal, Quebec, Canadá, y creció en Berthierville. Era hijo del afinador de pianos Sevilla Villeneuve y su esposa Georgette. En 1970 contrajo matrimonio con Joann Barthe, con quien tuvo dos hijos, Jacques y Mélanie. Durante el comienzo de su carrera, Villeneuve llevó a su familia con él en una casa rodante durante su temporada de carreras, un hábito que continuó hasta cierto punto durante su carrera en la Fórmula 1. En el momento de su muerte, según informes, Gilles estaba considerando divorciarse de Joann: llevaba mucho tiempo teniendo una relación extramatrimonial con una mujer de Toronto.
El canadiense a menudo afirmaba haber nacido en 1952. Cuando consiguió su oportunidad en la F1, tenía 27 años y se quitó dos años de su edad para evitar ser considerado demasiado mayor para llegar a la «máxima categoría».
Niki Lauda habló sobre él: «Era el diablo más loco que me he encontrado en la Fórmula 1 [...] El hecho de que, a pesar de todo esto, fuera un personaje sensible y adorable en lugar de un infierno absoluto lo hizo un ser humano único».
Su hermano menor, Jacques Sr., también tuvo una exitosa carrera en la Fórmula Atlantic, Can-Am y CART, mientras que el hijo de Gilles, también llamado Jacques, ganó las 500 Millas de Indianápolis y la CART IndyCar World Series en 1995, y dos años después se consagró campeón en la Fórmula 1.

## Inicios deportivos

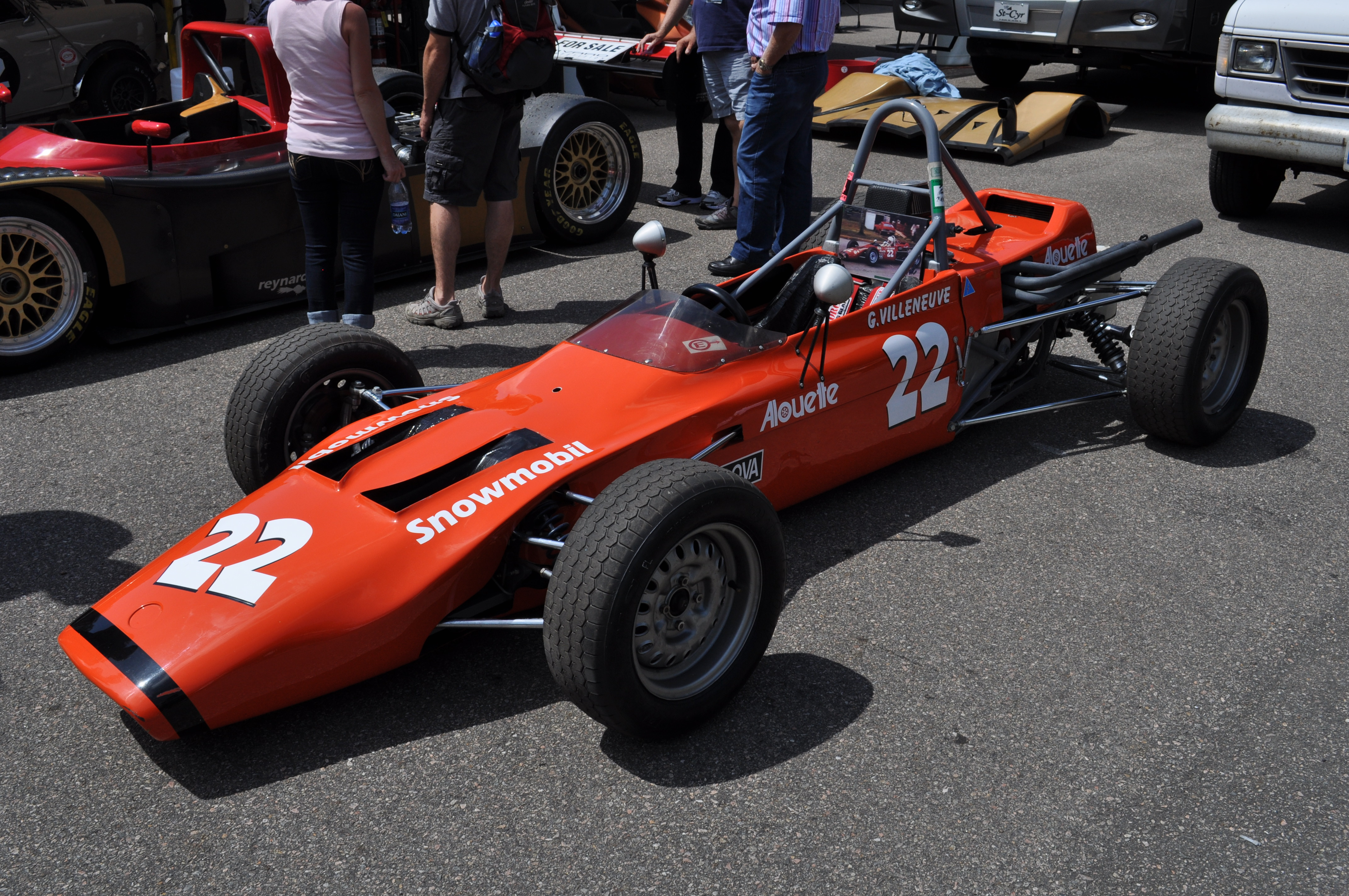
Magnum MkIII de Gilles Villeneuve, con el cual ganó el Campeonato de Quebec de Fórmula Ford en 1973.

Villeneuve comenzó de manera competitiva en eventos locales de carreras de resistencia, ingresando con su automóvil personal, un Ford Mustang de 1967. Luego se «aburrió» e ingresó en la Escuela de Carreras Jim Russell en Le Circuit Mont Tremblant para obtener una licencia de carreras. Tuvo una temporada muy exitosa en la Fórmula Ford regional de Quebec, manejando su propio auto, ganando siete de las diez carreras que disputó. Al año siguiente progresó a la Fórmula Atlantic, compitiendo allí durante cuatro años con su vehículo nuevamente durante una de esas temporadas. Ganó su primera carrera en 1975 en Gimli Motosport Park bajo una intensa lluvia. En 1976 se asoció con el equipo de Chris Harrison Ecurie Canada y el ingeniero de carreras de March Ray Wardell; dominó la temporada al ganar todas las carreras excepto una y se llevó el título estadounidense y canadiense. Volvió a ganar el campeonato en 1977.
El dinero era muy escaso en los inicios de Villeneuve. Fue un piloto de carreras profesional desde finales de su adolescencia, sin otros ingresos. En los primeros años, la mayor parte de sus ingresos provinieron de las carreras de motonieve, donde tuvo un gran éxito. Podía exigir dinero por aparición y por carrera, especialmente después de ganar el Campeonato Mundial de Derby de Motonieve en 1974. Su segunda temporada en la Fórmula Atlantic fue patrocinada por su fabricante de motonieves, Skiroule. Él atribuyó parte de su éxito a sus días en motos de nieve: «Cada invierno, se puede contar con tres o cuatro grandes derrames, y estoy hablando de ser arrojado al hielo a 100 millas por hora. Esas cosas solían deslizarse mucho, lo que me enseñó mucho sobre el control. ¡Y la visibilidad era terrible! A menos que estuvieras liderando, no podías ver nada con toda la nieve. Bien por las reacciones, y eso dejó de preocuparme por correr bajo la lluvia».

## Fórmula 1
Después de que Villeneuve llamara la atención de James Hunt al vencerlo y a otras estrellas en una carrera fuera del campeonato de Fórmula Atlántic en el Circuito de Trois-Rivières en 1976, el equipo de Hunt, McLaren, le ofreció a Villeneuve un contrato de Fórmula 1 por hasta cinco carreras en un tercer monoplaza durante la temporada 1977. El canadiense hizo su debut en el Gran Premio de Gran Bretaña, donde se clasificó noveno con el M23, separando a los pilotos habituales, Hunt y Jochen Mass que conducían el nuevo M26. En la carrera marcó la quinta vuelta más rápida y finalizó undécimo después de haber sido retrasado dos vueltas por el indicador de temperatura defectuoso. La actuación del canadiense fue elogiada por la prensa británica, incluido el comentario de John Blunsden en el periódico The Times: «Cualquiera que busque un futuro como Campeón del Mundo no necesita buscar más allá de este joven tranquilamente seguro».
A pesar de esto, poco después de la carrera en Silverstone, el experimentado director de McLaren, Teddy Mayer, decidió no contar con Villeneuve el año siguiente. Su explicación fue que el piloto canadiense «parecía un poco caro» y que Patrick Tambay, la eventual elección del equipo para 1978, mostraba una promesa similar. Villeneuve se quedó sin opciones, aunque el canadiense Walter Wolf, para quien Gilles había pilotado en las carreras de Can-Am, consideró darle una vuelta en Wolf Racing. Circulaban rumores de que Villeneuve era uno de los varios pilotos en los que estaba interesado la escudería Ferrari, y en agosto de 1977 viajó a Italia para encontrarse con Enzo Ferrari, quien inmediatamente recordó a Tazio Nuvolari, ganador del Campeonato Europeo de Pilotos. «Cuando me presentaron este 'piccolo canadese' (pequeño canadiense), este minúsculo manojo de nervios, enseguida reconocí en él el físico de Nuvolari y me dije a mí mismo, 'démosle una oportunidad'». Ferrari estaba satisfecho con Villeneuve después de una sesión en el circuito de Fiorano, a pesar de que el canadiense cometió muchos errores y estableció tiempos relativamente lentos, finalmente firmó con el equipo para las dos últimas carreras de la temporada de 1977 y la temporada 1978. Gilles comentó más tarde que: «Si alguien me dijera que puedes tener tres deseos, el primero habría sido entrar en las carreras, el segundo en la Fórmula 1, el tercero en conducir para Ferrari [...]».
La llegada del canadiense fue impulsada por Niki Lauda, que abandonó el equipo en la penúltima carrera de 1977, el Gran Premio de Canadá en Mosport Park, tras haber conseguido su segundo campeonato con el equipo italiano. Villeneuve se retiró de su carrera de casa después de deslizarse fuera de la pista con el aceite de otro competidor. También corrió en la última carrera, el Gran Premio de Japón en Fuji Speedway, pero se retiró en la vuelta cinco cuando trató de superar al Tyrrell P34 de Ronnie Peterson. Ambos pilotos hicieron contacto con las ruedas, haciendo que el Ferrari de Villeneuve volara por el aire. Aterrizó sobre un grupo de espectadores que miraban la carrera desde una zona prohibida, matando a un espectador y a un jefe de carrera, y otras diez personas resultando heridas. Después de una investigación sobre el incidente, no se asignó ninguna culpa y, aunque estaba «terriblemente triste» por las muertes, Villeneuve no se sintió responsable de ellas.

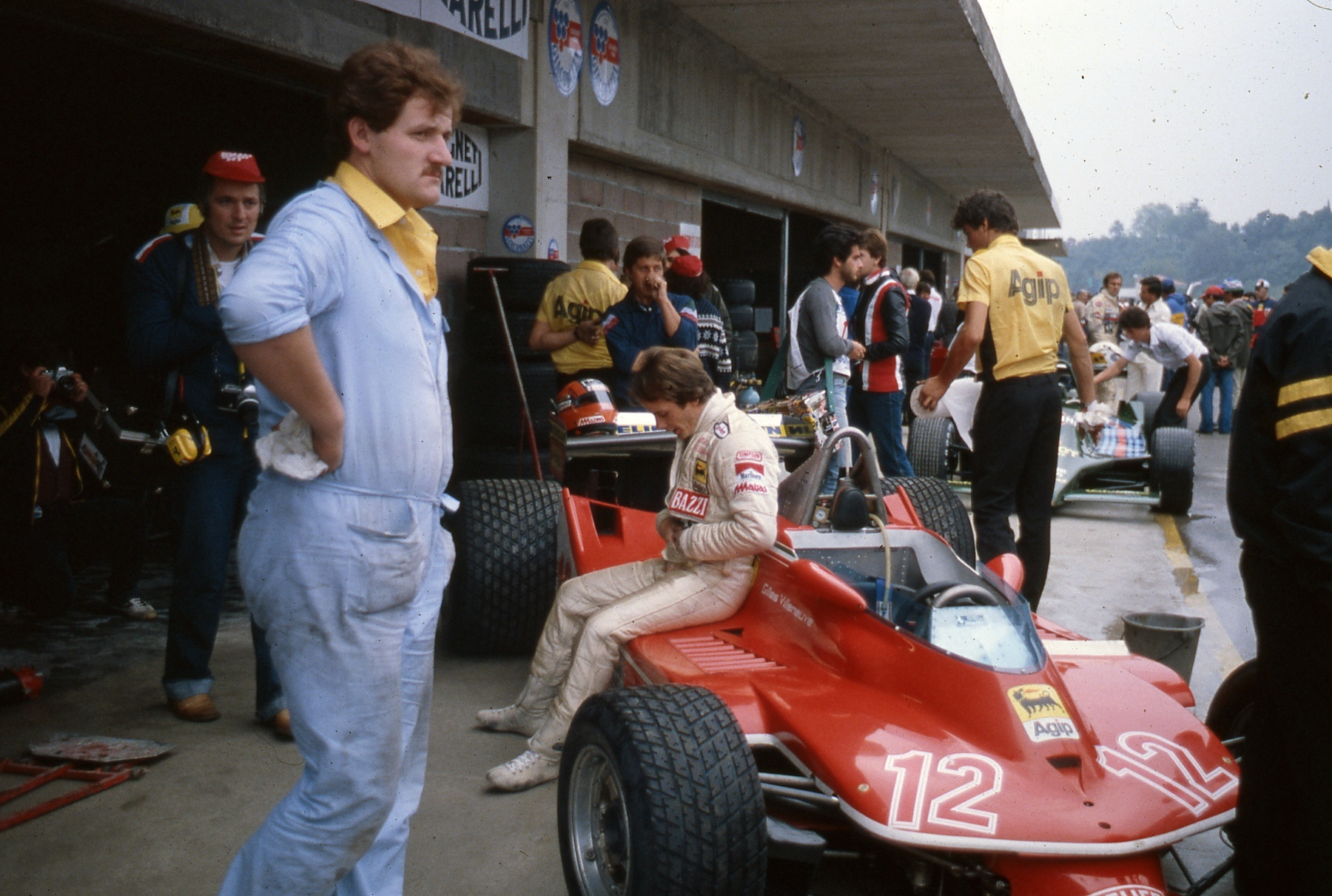
Villeneuve junto a su Ferrari en Imola, 1979.

La temporada 1978 vio una sucesión de retiradas de Villeneuve, a menudo después de problemas con los nuevos neumáticos Michelin. Al principio de la temporada, comenzó en la primera fila en el Gran Premio del oeste de los Estados Unidos, pero perdió el liderato en la vuelta 39. A pesar de los pedidos de la prensa italiana para que lo reemplazaran, Ferrari decidió continuar con él. Hacia el final de la temporada, los resultados del canadiense mejoraron. Terminó segundo en el Gran Premio de Italia, aunque fue penalizado con un minuto por saltearse la salida, y corrió segundo en el Gran Premio de los Estados Unidos antes de que su motor fallara. Finalmente, en la última carrera del año en Canadá, esta vez en el Circuito de Île Notre-Dame (antes de recibir su nombre actual), Villeneuve logró su primera victoria después de que el Lotus de Jean-Pierre Jarier se detuviera por un problema mecánico. Hasta la fecha, sigue siendo el único canadiense en ganar el Gran Premio de Canadá.
Jody Scheckter se unió a Villeneuve en 1979 después de que Carlos Reutemann pasara a Lotus. Gilles ganó tres carreras durante el año e incluso lideró brevemente el campeonato después de ganar consecutivamente en Estados Unidos y Sudáfrica. Sin embargo, la temporada se recuerda principalmente por su duelo con René Arnoux en las últimas vueltas del Gran Premio de Francia. Arnoux pasó a Villeneuve por el segundo lugar, faltando tres vueltas para el final, pero el canadiense lo sobrepasó en la siguiente vuelta. En el último giro, el francés intentó adelantar nuevamente a Gilles, y ambos pilotos corrieron lado a lado en las primeras curvas de esa vuelta, haciendo contacto varias veces. Arnoux tomó la posición, pero Villeneuve intentó un pase exterior una esquina más tarde. Los monoplazas chocaron, Villeneuve se deslizó de par en par, pero luego pasó a Arnoux por retuvo en una curva cerrada y lo mantuvo durante la última mitad de la vuelta para asegurar el segundo lugar. Posteriormente, el canadiense declaró: «¡Te digo que fue muy divertido! Pensé que seguro nos íbamos a meter en la cabeza, ya sabes, porque cuando empiezas a entrelazar las ruedas es muy fácil que un coche se suba a otro». En los Países Bajos, un pinchazo colapsó el neumático trasero izquierdo de Villeneuve y lo sacó de la pista. Regresó al circuito y llegó hasta el pitlane sobre tres ruedas, perdiendo la rueda dañada en el camino. En su regreso, insistió en que el equipo reemplazara la rueda que faltaba y tuvo que ser persuadido de que el coche no podía repararse. Villeneuve pudo haber ganado el campeonato ignorando las órdenes del equipo de vencer a Scheckter en el Gran Premio de Italia, pero decidió terminar detrás de él, poniendo fin a su propio desafío. Finalmente la pareja de pilotos terminó primero y segundo en el campeonato, con Scheckter superando a Villeneuve por solo cuatro puntos. Durante la sesión de práctica del viernes para el Gran Premio de los Estados Unidos que finaliza la temporada, el canadiense estableció un tiempo que se informó que era 9 u 11 segundos más rápido que cualquier otro piloto. Su compañero de equipo, que fue el segundo más rápido, recordó que «me asusté rígidamente ese día. Pensé que tenía que ser el más rápido. Luego vi el tiempo de Gilles y todavía no entiendo realmente cómo fue posible. ¡Once segundos!».
La temporada 1980 fue insatisfactoria para Ferrari. Villeneuve había sido considerado favorito para el Campeonato de Pilotos por las casas de apuestas en el Reino Unido, aunque solo anotó seis puntos en toda la campaña en el 312T5, que solo tuvo efectos parciales en el suelo. Scheckter anotó solo dos puntos y finalmente se retiró.
Para 1981, Ferrari presentó su primer monoplaza con motor turboalimentado, el 126C, que producía una potencia máxima pero se decepcionó por su mal manejo. Villeneuve se asoció con Didier Pironi, quien señaló que «tenía una pequeña familia [en Ferrari] pero me dio la bienvenida y me hizo sentir como en casa durante la noche... [Él] me trató como a un igual en todos los sentidos». El canadiense ganó dos carreras durante la temporada. En el Gran Premio de España, mantuvo cinco coches más rápidos detrás de él durante la mayor parte de la carrera utilizando la velocidad superior en línea recta de su Ferrari. Después de una hora y 46 minutos de carrera, Gilles lideraba al segundo clasificado Jacques Laffite por solo +0.22 segundos. Elio de Angelis, quinto clasificado, estaba apenas un segundo más atrás. Harvey Postlethwaite, quien fue contratado por Ferrari para diseñar el siguiente y mucho más exitoso 126C2 que ganó el Campeonato de Constructores en 1982, luego comentó sobre el 126C: «Ese monoplaza [...] tenía literalmente una cuarta parte de la carga aerodinámica que, por ejemplo, Williams o Brabham lo tenían. Tenía una ventaja de poder sobre los Cosworth con seguridad, pero también tenía un enorme retraso del acelerador en ese momento. En términos de habilidad, creo que Gilles estaba en un plano diferente al de los otros pilotos. Para ganar esas carreras, los GP de 1981 en Mónaco y España, en circuitos estrechos, estaban fuera de este mundo. Sé lo malo que era ese coche». En el Gran Premio de Canadá de 1981, Villeneuve dañó el alerón delantero y condujo la mayor parte del tiempo con el ala obstruyendo su vista hacia adelante. Existía el riesgo de ser descalificado, pero finalmente el alerón se desprendió y pudo terminar tercero sin la parte delantera de tu monoplaza.
El propietario de McLaren, Ron Dennis, le ofreció un trato para unirse en 1982, pero lo rechazó porque estaba nervioso por terminar su contrato con Ferrari, pero optimista de que el equipo italiano sería competitivo. Las primeras carreras de vieron al piloto liderar en Brasil con el nuevo 126C2, antes de retirarse, y terminó tercero en el Gran Premio del oeste de los Estados Unidos, aunque luego fue descalificado por una infracción técnica. En Ferrari obtuvieron una ventaja inesperada en San Marino cuando una escalada de la guerra FISA-FOCA hizo que los equipos de FOCA boicotearan la carrera, dejando a Renault como la única oposición seria de Ferrari. Con el piloto de Renault Alain Prost retirándose del cuarto lugar en la vuelta 7 seguido por su compañero de equipo René Arnoux en la vuelta 44, la escudería italiana parecía tener la victoria garantizada. Para ahorrar combustible y asegurarse de que los coches terminaran, Ferrari ordenó a ambos pilotos que redujeran la velocidad. Villeneuve creía que la orden también significaba que los pilotos debían mantener la posición, pero Pironi pasó al canadiense. Unas vueltas más tarde, Villeneuve volvió a pasar a Pironi y redujo la velocidad de nuevo, creyendo que el francés simplemente estaba tratando de entretener a la multitud italiana. En la última vuelta, Didier pasó y cortó agresivamente el frente de Gilles en la esquina y se llevó la victoria. El piloto estaba furioso porque creía que Pironi había desobedecido la orden de ocupar el cargo. Mientras tanto, Pironi afirmó que no había hecho nada malo ya que el equipo solo había ordenado a los coches que frenaran, no que mantengan la posición. Gilles Villeneuve declaró después de la carrera: «Creo que es bien sabido que si quiero que alguien se quede detrás de mí y yo soy más rápido, él se queda detrás de mí». Sintiéndose traicionado y enojado, Villeneuve juró nunca volver a hablar con Pironi.
En 2007, el excomercializador de Marlboro, John Hogan, refutó la afirmación de que Pironi había vuelto a un acuerdo anterior con Villeneuve. Dijo: «Ninguno de los dos hubiera estado nunca de acuerdo con lo que efectivamente era lanzar una carrera. Creo que Gilles se sorprendió de que alguien lo hubiera superado y que eso lo tomó por sorpresa». La compañía de Hogan patrocinó a Pironi mientras estaba en Ferrari. Una comparación de los tiempos de vuelta de los dos pilotos mostró que el canadiense giró mucho más lento cuando estaba en cabeza, lo que sugiere que de hecho había estado tratando de ahorrar combustible.

## Fallecimiento
El 8 de mayo de 1982, Villeneuve murió tras un accidente durante la última sesión de clasificación para el Gran Premio de Bélgica en Zolder. En el momento del accidente, Pironi había marcado una décima de segundo más rápido que el canadiense por el sexto lugar. Villeneuve estaba usando su último juego de neumáticos de clasificación; algunos dicen que estaba intentando mejorar su tiempo en su última vuelta, mientras que otros sugieren que su objetivo específico era vencer a Pironi. Sin embargo, el biógrafo de Villeneuve, Gerald Donaldson, cita al ingeniero de carreras de Ferrari, Mauro Forghieri, diciendo que el canadiense, aunque seguía en su forma habitual, regresaba al pitlane cuando ocurrió el accidente. Si hubiera sido así, no habría establecido un tiempo en esa vuelta.
Cuando faltaban ocho minutos para finalizar la sesión, Gilles superó la subida después de la primera chicane y sorprendió a Jochen Mass yendo mucho más despacio por Butte, la curva a la izquierda antes del doble tramo de Terlamenbocht a la derecha. Mass vio que Villeneuve se acercaba a gran velocidad y se movió hacia la derecha para dejarlo pasar en la línea de carrera. En el mismo instante, el canadiense también se movió a la derecha para adelantar al monoplaza rezagado. El Ferrari golpeó la parte trasera del coche de Mass y fue lanzado al aire a una velocidad estimada de 200 a 225 km/h (124 a 140 mph). Estuvo en el aire durante más de 100 metros (330 pies) antes de caer al suelo y desintegrarse al dar un salto mortal a lo largo del borde de la pista. Villeneuve, todavía atado a su asiento, pero sin su casco, fue arrojado 50 metros más adelante (160 pies) desde los escombros hacia la valla de seguridad en el borde exterior de la esquina de Terlamenbocht.
Varios pilotos se detuvieron y corrieron al lugar. John Watson y Derek Warwick sacaron a Villeneuve, con la cara azul, del vallado. El primer médico llegó a los 35 segundos y descubrió que el piloto canadiense no respiraba, aunque su pulso continuaba; fue intubado y ventilado antes de ser trasladado al centro médico del circuito y luego en helicóptero hacia el Hospital University St Raphael, ubicado en Lovaina, donde se le diagnosticó una fractura fatal en el cuello. Villeneuve se mantuvo con vida con soporte vital mientras su esposa viajaba al hospital y los médicos consultaban a especialistas de todo el mundo. Murió a las 21:12 CEST (UTC+2). Derek Ongaro, inspector de seguridad de la Fédération Internationale du Sport Automobile (FISA), dirigió una investigación sobre el accidente, la cual concluyó que un error de Villeneuve le hizo golpear el coche de Mass y lo exoneró de toda responsabilidad por el accidente.

## Legado
En general, Vileneuve compitió en 67 Grandes Premios, ganó 6 de ellos y logró 13 podios. En el funeral en Berthierville, su excompañero de equipo Jody Scheckter pronunció el elogio: «Extrañaré a Gilles por dos razones. Primero, era el hombre más genuino que he conocido. En segundo lugar, era el piloto más rápido en la historia del automovilismo. Pero no se ha ido. El recuerdo de lo que hizo, de lo que logró, siempre estará allí». En la introducción de Gilles Villeneuve en The Canadian Encyclopedia, Bob Ferguson y Michael Gee escribieron que los comentarios retrospectivos fueron elogios de su conducción y dijo que era accesible y habló informalmente con los medios y los fanáticos.
El canadiense todavía es recordado en los GGPP, especialmente en Italia. En el Autodromo Enzo e Dino Ferrari, sede del Gran Premio de San Marino, una curva lleva su nombre y una bandera canadiense está pintada en la tercera posición de la grilla de salida, la cual salió en su última carrera. También hay un busto de bronce de él en la entrada del circuito de Ferrari, Fiorano. En Zolder, la esquina donde murió Villeneuve se ha convertido en una chicane y lleva su nombre.

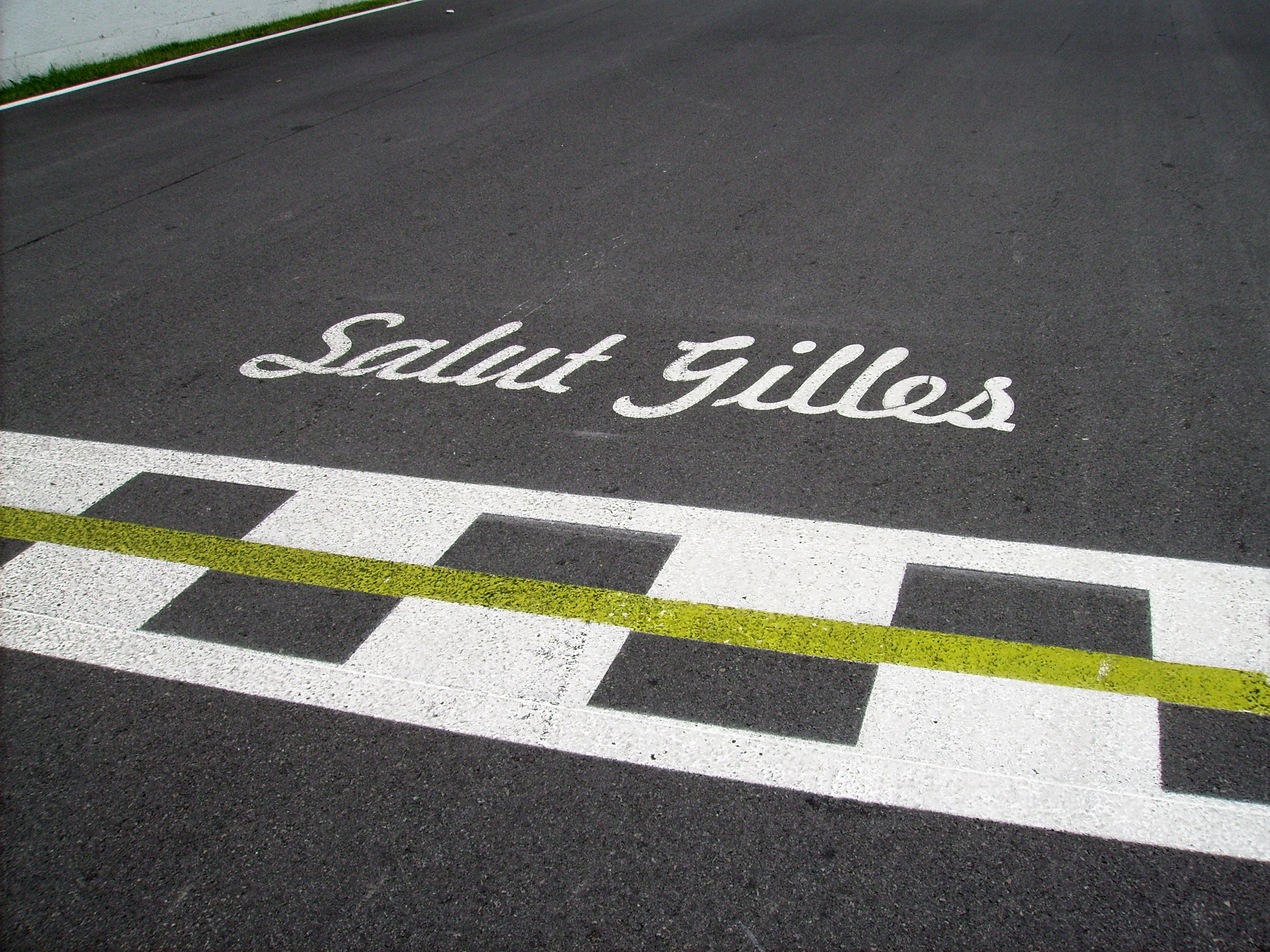
La inscripción «Salut Gilles», ubicada en la línea de salida/llegada del Circuito Gilles Villeneuve.

El circuito ubicado en Île Notre-Dame, Montreal, sede del Gran Premio de Canadá, recibió el nombre Circuito Gilles Villeneuve en su honor en el Gran Premio de Canadá de 1982. Se colocó la inscripción «Salut Gilles» en la línea de salida/llegada. Su tierra natal ha seguido honrándolo: en Berthierville se abrió un museo en 1992 y una estatua realista se encuentra en un parque cercano que también fue nombrado en su honor. Villeneuve fue incluido en el Salón de la Fama del Automovilismo canadiense en su ceremonia inaugural de inducción en el Four Seasons Hotel el 19 de agosto de 1993. También fue incluido en el Salón de la Fama del Deporte de Canadá en 1983. En junio de 1997, Canadá emitió un sello postal en su honor.
Todavía hay una gran demanda de recuerdos de Villeneuve en las tiendas de las pistas de carreras y se han escrito varios libros sobre él. El número 27, el cual uso en Ferrari en 1981 y 1982, todavía está estrechamente asociado con él por los fanáticos. Jean Alesi, cuya agresividad y velocidad en mojado se compararon con las de Gilles, también usó ese número en su paso por Ferrari. El hijo de Villeneuve, Jacques, condujo el N.º 27 durante su temporada ganadora de la CART IndyCar World Series y las 500 Millas de Indianápolis con el equipo Team Green, y también ha usado el número para sus participaciones ocasionales en NASCAR y Speedcar Series. El piloto canadiense Andrew Ranger usó el 27 en las temporadas de Champ Car en 2005 y 2006, y lo continuó usando en NASCAR Canadian Tire Series desde 2007. Otro piloto canadiense, el Novato del Año de la IndyCar Series 2011 James Hinchcliffe adoptó el número para la temporada 2012 cuando se unió a Andretti Autosport (ex-Andretti Green Racing).
En 2005 se anunció una película biográfica por Gerald Donaldson, que será producida por Capri Films Inc, y dirigida por Christian Duguay, pero la película aún no se ha materializado.

## En la cultura popular
La popular serie de cómics francesa Michel Vaillant creada por Jean Graton está ambientada en el mundo del automovilismo y, aunque en gran parte es ficticia, a menudo incluye figuras de la vida real, incluidos pilotos, funcionarios y periodistas. Villeneuve aparece en varios tomos y en Steve Warson contre Michel Vaillant («Steve Warson versus Michel Vaillant») se convierte en el Campeón del Mundo de 1980 (aunque en la temporada 1981, cubierto en Rififi en F1 («Problemas en F1»), Graton reconoce a Alan Jones como el verdadero campeón) y la banda de rock y pop progresivo The Box inspiraron su canción de 1984 «Live on TV» en la muerte televisada de Villeneuve.

## Casco
El casco de Gilles Villeneuve llevaba una 'V' estilizada en rojo a cada lado, un efecto que ideó con su esposa Joann. El color base era el negro. Su hijo, Jacques, utilizó el mismo diseño básico, pero al igual que su contemporáneo, Christian Fittipaldi, ha cambiado los colores. El piloto británico Perry McCarthy también usó este diseño y combinación de colores en su casco, pero con el diseño al revés.

## Resumen de carrera
| Temporada | Categoría | Equipo                | Carreras | Victorias | Poles | VR | Podios | Puntos | Pos. |
| --------- | --------- | --------------------- | -------- | --------- | ----- | -- | ------ | ------ | ---- |
| 1977      | Fórmula 1 | Marlboro Team McLaren | 1        | 0         | 0     | 0  | 0      | 0      | NC   |
| 1977      | Fórmula 1 | Scuderia Ferrari      | 2        | 0         | 0     | 0  | 0      | 0      | NC   |
| 1978      | Fórmula 1 | Scuderia Ferrari      | 16       | 1         | 0     | 1  | 2      | 17     | 9.º  |
| 1979      | Fórmula 1 | Scuderia Ferrari      | 15       | 3         | 1     | 6  | 7      | 53     | 2.º  |
| 1980      | Fórmula 1 | Scuderia Ferrari      | 14       | 0         | 0     | 0  | 0      | 6      | 12.º |
| 1981      | Fórmula 1 | Scuderia Ferrari      | 15       | 2         | 1     | 1  | 3      | 25     | 7.º  |
| 1982      | Fórmula 1 | Scuderia Ferrari      | 5        | 0         | 0     | 0  | 1      | 6      | 15.º |
| Fuente:   |           |                       |          |           |       |    |        |        |      |

## Resultados

### Fórmula 1
(Clave) (negrita indica pole position) (cursiva indica vuelta rápida)

| Año      | Escudería             | 1       | 2       | 3       | 4       | 5       | 6     | 7       | 8       | 9       | 10      | 11      | 12      | 13      | 14      | 15      | 16     | 17      | Pos. | Puntos  |
| -------- | --------------------- | ------- | ------- | ------- | ------- | ------- | ----- | ------- | ------- | ------- | ------- | ------- | ------- | ------- | ------- | ------- | ------ | ------- | ---- | ------- |
| 1977     | Marlboro Team McLaren | ARG     | BRA     | RSA     | USW     | ESP     | MON   | BEL     | SWE     | FRA     | GBR 11  | GER     | AUT     | NED     | ITA     | USA     |        |         | NC   | 0       |
| 1977     | Scuderia Ferrari      |         |         |         |         |         |       |         |         |         |         |         |         |         |         |         | CAN 12 | JPN Ret | NC   | 0       |
| 1978     | Scuderia Ferrari      | ARG 8   | BRA Ret | RSA Ret | USW Ret | MON Ret | BEL 4 | ESP 10  | SWE 9   | FRA 12  | GBR Ret | GER 8   | AUT 3   | NED 6   | ITA 7   | USA Ret | CAN 1  |         | 9.º  | 17      |
| 1979     | Scuderia Ferrari      | ARG Ret | BRA 5   | RSA 1   | USW 1   | ESP 7   | BEL 7 | MON Ret | FRA 2   | GBR 14  | GER 8   | AUT 2   | NED Ret | ITA 2   | CAN 2   | USA 1   |        |         | 2.º  | 47 (53) |
| 1980     | Scuderia Ferrari      | ARG Ret | BRA 16  | RSA Ret | USW Ret | BEL 6   | MON 5 | FRA 8   | GBR Ret | GER 6   | AUT 8   | NED 7   | ITA Ret | CAN 5   | USA Ret |         |        |         | 12.º | 6       |
| 1981     | Scuderia Ferrari      | USW Ret | BRA Ret | ARG Ret | SMR 7   | BEL 4   | MON 1 | ESP 1   | FRA Ret | GBR Ret | GER 10  | AUT Ret | NED Ret | ITA Ret | CAN 3   | LVG DSQ |        |         | 7.º  | 25      |
| 1982     | Scuderia Ferrari      | RSA Ret | BRA Ret | USW DSQ | SMR 2   | BEL DNS | MON   | USE     | CAN     | NED     | GBR     | FRA     | GER     | AUT     | SUI     | ITA     | LVG    |         | 15.º | 6       |
| Fuentes: |                       |         |         |         |         |         |       |         |         |         |         |         |         |         |         |         |        |         |      |         |

### Publicaciones
- Fearnley, Paul (agosto de 2006). «Profile: Ferrari 312T3». Motor Sport Magazine (Haymarket): 52-61.
- Fearnley, Paul (mayo de 2007). «It's war. Absolutely war». Motor Sport Magazine (Haymarket): 52-61.
- Jekinson, Denis (junio de 1982). «Grote Prijs van Belgie». Motor Sport (Motor Sport Magazine Ltd): 708-712.
- Walker, Rob (enero de 1980). «US GP Report». Road & Track: 104-107.

### Citas
1. ↑  «Gilles  Villeneuve». GPRacing.net192.com (en inglés). Archivado desde el original el 2 de julio de 2007. Consultado el 31 de enero de 2021.
2. ↑  Donaldson (2003) p. 11-13
3. ↑  Donaldson (2003) p. 27-29
4. ↑  Donaldson (2003) p. 50-51, 114
5. ↑  «Villeneuves’ rags-to-riches story». PressReader.com (en inglés). 12 de mayo de 2007. Consultado el 29 de enero de 2021.
6. ↑  Donaldson (2003) p. 11
7. ↑  «Legends claimed by the track». BBC (en inglés). 19 de febrero de 2001. Consultado el 29 de enero de 2021.
8. ↑  «Jacques Villeneuve (Senior) injured». GrandPrix.com (en inglés). 22 de enero de 2008. Consultado el 29 de enero de 2021.
9. ↑  «Jacques Villeneuve». Fórmula 1 (en inglés). Archivado desde el original el 6 de marzo de 2015. Consultado el 29 de enero de 2021.
10. ↑  Donaldson (2003) p. 21
11. ↑  Donaldson (2003) p. 30-31
12. ↑  Kirby, Gordon (mayo de 2012). «Trans-Atlantic Roots». Motor Sport Magazine (en inglés) 88 (5). p. 62-66. Consultado el 29 de enero de 2021.
13. ↑  Donaldson (2003) p. 41
14. 1 2  Roebuck (1986) p. 211
15. ↑  Donaldson (2003) p. 63-67
16. ↑  Donaldson (2003) p. 88. Denis Jenkinson notó «la manera tranquila y confiada en la que había conducido» y Nigel Roebuck dijo que había «demostrado un enorme talento natural».
17. ↑  Donaldson (2003) p. 90-91
18. ↑  Donaldson (2003) p. 107-108
19. ↑  Donaldson (2003) p. 95-104
20. ↑  Donaldson (2003) p. 111
21. ↑  Donaldson (2003) p. 120-122
22. ↑  Fearnley (agosto de 2006)
23. ↑  Beacon, Bill (7 de junio de 2018). «Gilles Villeneuve's 1978 winning car to get show drive by son at Canada GP». NationalPost.com (en inglés). Consultado el 30 de enero de 2021.
24. ↑  Donaldson (2003) p. 184-187
25. ↑  Donaldson (2003) p. 187
26. ↑  Donaldson (2003) p. 194-196
27. ↑  Donaldson (2003) p. 208 (da el tiempo de 11 segundos). Walker (enero de 1980) (informa que el tiempo es de 9 segundos). Autosport (11 de octubre de 1979 p. 17) (informa que el tiempo de vuelta de Villeneuve es de 2:01.437 y de Scheckter 2:11.089, con una diferencia de +9.652 segundos)
28. ↑  Donaldson (2003) p. 223
29. ↑  Donaldson (2003) p. 240
30. ↑  Donaldson (2003) p. 253-256
31. ↑  Donaldson (2003) p. 214
32. ↑  Fagnan, René (15 de mayo de 2018). «1981 Canadian Grand Prix - Gilles Villeneuve never surrenders». Motorsport.com (en inglés). Motorsport Network. Consultado el 30 de enero de 2021.
33. ↑  Hughes, Mark (mayo de 2012). «What if ...? When Gilles Villeneuve died 30 years ago, the world lost the chance to see the fastest driver in F1 history fulfill his potential in a car worthy of his talents. And it would have happened ...». Go.Gale.com (en inglés). Consultado el 30 de enero de 2021.
34. ↑  Roebuck (1999) p. 182
35. ↑  Donaldson (2003) p. 289
36. ↑  Collantine, Keith (24 de julio de 2007). «Doubt over facts of Villeneuve-Pironi row». RaceFans.net (en inglés). Consultado el 30 de enero de 2021.
37. ↑  Bamsey (1983) p. 50, Lang (1992) p. 96-97, Watkins (1997) p. 98 y Fearnley (mayo de 2007), todos escriben que Villeneuve intentaba vencer a Pironi. Jenkinson (junio de 1982) sólo escribe que «estaba en medio de un último intento desesperado por mejorar su posición en la grilla»
38. 1 2 3  Donaldson (2003) p. 296-298
39. ↑  Lang (1992) p. 97
40. ↑  Fearnley (mayo de 2007)
41. ↑  Watkins (1997) p. 96-98
42. ↑  «The horrifying crash that snapped the life from race...». Upi.com (en inglés). 9 de mayo de 1982. Consultado el 30 de enero de 2021.
43. ↑  «SPORTS PEOPLE; Auto Racer Cleared». The New York Times (en inglés). The New York Times Company. 28 de mayo de 1982. Consultado el 30 de enero de 2021.
44. 1 2  Ferguson, Bob; Gee, Michael. «Gilles Villeneuve». The Canadian Encyclopedia (en inglés). Consultado el 30 de enero de 2021.
45. ↑  Donaldson (2003) p. 304
46. 1 2  Donaldson (2003) p. 305-306
47. ↑  «Zolder». GrandPrix.com (en inglés). Consultado el 30 de enero de 2021.
48. ↑  «GILLES VILLENEUVE». Canadian Motorsport Hall of Fame (en inglés). Consultado el 30 de enero de 2021.
49. ↑  Fan Fuel (8 de mayo de 2012). «Fan Fuel: Remembering Gilles Villeneuve». SportsNet.ca (en inglés). Consultado el 30 de enero de 2021.
50. ↑  «Villeneuve won six Formula One races». Canadian Stamp News (en inglés). 8 de octubre de 2014. Consultado el 30 de enero de 2021.
51. ↑  Andrews, Mark. «Jean Alesi: The Wrong Time and the Wrong Place». AtlasF1.Autosport.com (en inglés). Consultado el 30 de enero de 2021.
52. ↑  McDonald, Norris (4 de septiembre de 2007). «Burlington racer to be Villeneuve's NASCAR engineer». TheStar.com (en inglés). Consultado el 30 de enero de 2021.
53. ↑  «A few memories of Andrew Ranger in Champ Car». Auto123.com (en inglés). 4 de abril de 2007. Consultado el 30 de enero de 2021.
54. ↑  Pappone, Jeff (13 de enero de 2012). «Car No. 27 is special for Hinchcliffe». TheGlobeAndMail.com (en inglés). Consultado el 30 de enero de 2021.
55. ↑  Salisbury, Matt (26 de febrero de 2005). «Production team named for Villeneuve movie.». Crash.net (en inglés). Archivado desde el original el 19 de agosto de 2017. Consultado el 30 de enero de 2021.
56. ↑  «Dossiers Michel Vaillant 'Gilles Villeneuve'». Pal-Degome.Bleubloc.lematin.ch (en inglés). 3 de junio de 2008. Archivado desde el original el 1 de agosto de 2009. Consultado el 31 de enero de 2021.
57. ↑  Donaldson, Gerald (1989, 2003). Gilles Villeneuve. Virgin Books. p. 95. ISBN 0-7535-0747-1.
58. ↑  Garcia, Álex (9 de junio de 2015). «Cascos históricos: Gilles Villeneuve». DiarioMotor.com. Consultado el 31 de enero de 2021.
59. ↑  «Gilles Villeneuve | Racing carrer profile | Driver Database». Driver Database (en inglés). Consultado el 31 de enero de 2021.
60. ↑  «World Championship points systems». Forix.com (en inglés). Consultado el 31 de enero de 2021.
61. ↑  «Gilles VILLENEUVE • STATS F1». STATS F1. Consultado el 31 de enero de 2021.
62. ↑  «All championship race entries, by Gilles Villeneuve.». ChicaneF1.com (en inglés). Consultado el 31 de enero de 2021.
63. ↑  Donaldson (2003) p. 310-315